# Ebolautbrottet i Västafrika 2014

Animerad karta över utbrottets spridning juni till september 2014.

Ebolautbrottet i Västafrika 2014 var en omfattande epidemi av ebola i de västafrikanska länderna Guinea, Liberia och Sierra Leone. Några ebolafall bekräftades även i Nigeria  och Mali och ett ebolafall bekräftades i Senegal. Även utanför Västafrika konstaterades enstaka fall av ebola som var relaterade till utbrottet i Västafrika, i de flesta av dessa fall hade personerna befunnit sig i det drabbade området i Västafrika, där de blev smittade. De länder utanför Västafrika där enstaka ebolafall konstaterades var USA, Spanien, Storbritannien och Italien (Sardinien). Tre fall av smittspridning relaterade till utbrottet skedde utanför Västafrika, ett i Spanien och två i USA. I alla tre fallen rörde det sig om sjukvårdspersonal som smittats efter att ha vårdat smittade patienter. Utbrottet startade i december 2013 i sydöstra Guinea och utvecklade sig under 2014 inom några månader till det mest omfattande och allvarligaste ebolautbrottet sedan ebolavirus upptäcktes 1976. Den 8 augusti 2014 klassade Världshälsoorganisationen (WHO) ebolautbrottet i Västafrika som ett internationellt hot mot människors hälsa. I början av år 2016 var utbrottet under kontroll, även om mindre utbrott fortfarande flammade upp. Den 29 mars 2016 deklarerade WHO att det internationella hotet mot människors hälsa var över. Den 17 mars 2016 deklarerade WHO att Sierra Leone var fritt från ebola. Den 1 juni deklarerades Guinea och slutligen den 9 juni samma år deklarerades även Liberia som fritt från ebola. WHO har rapporterat att utbrottet sammanlagt resulterade i minst 28 616 insjuknade och 11 310 döda i de tre hårdast och primärt drabbade länderna, Guinea, Liberia och Sierra Leone. I Liberia dog 4 809 människor, i Sierra Leone dog 3 956 och i Guinea dog 2 545 människor.

## Ursprung
Utbrottet startade i december 2013 i sydöstra Guinea och spreds i början av 2014 över Guinea och till Liberia och Sierra Leone. Utbrottet orsakades av ebolaviruset Zaire ebolavirus, samma virus som låg bakom de tidigare stora utbrotten i Kongo-Kinshasa (före detta Zaire) 1976, 1995 och 2007, där sjukdomens dödlighet var över 70 procent. Analyser av ebolaviruset som orsakade 2014 års utbrott i Västafrika visade att det rörde sig om en ny stam av Zaire ebolavirus som inte hade överförts från något annat land utan hade sitt ursprung i någon djurpopulation i Västafrika, varifrån smittan sedan spridits till människor (se närmare avsnittet smittspridning i artikeln om ebolafeber). Innan det stora utbrottet 2014 hade Guinea aldrig tidigare drabbats av ebola. Indexfallet till ebolautbrottet i Västafrika tros vara en knappt tvåårig pojke som dog efter att ha insjuknat i feber, kräkningar och diarré, som kanske smittats efter att han lekt i ett ihåligt träd fullt med fladdermusspillning.

## Händelseutveckling

Utveckling av antal drabbade (blå) samt döda (rött).

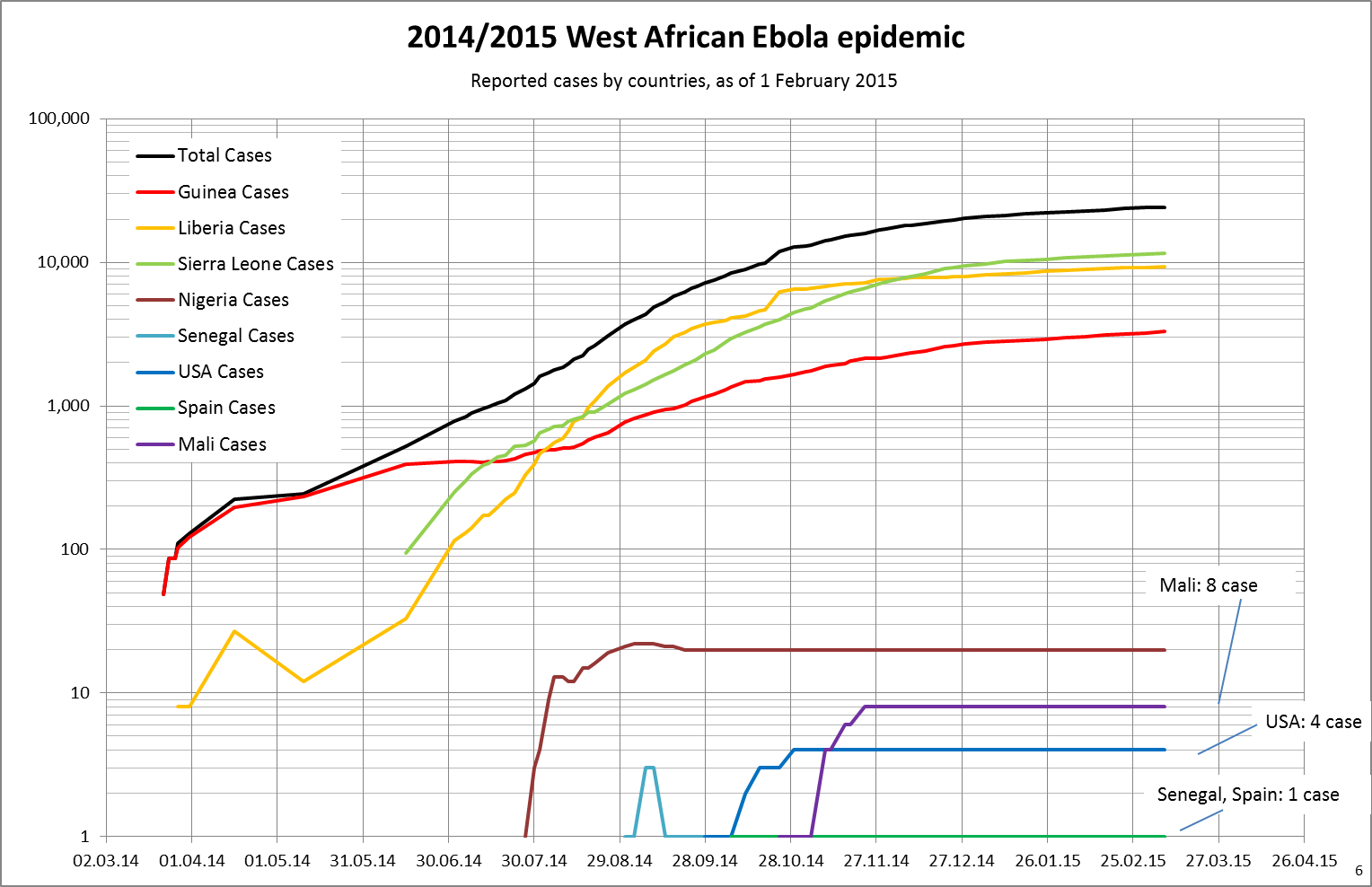
Utveckling i olika länder (logaritmisk skala).

Den 23 mars 2014 rapporterade Guineas hälsoministerium till WHO om att en snabb smittspridning av ebolafeber skedde i sydöstra Guinea. I början av år 2014 spreds smittan över Guinea och till Liberia och Sierra Leone. I slutet av mars bekräftade Guineas regering att smittan nått huvudstaden Conakry. Den 30 mars rapporterades de första konstaterade dödsfallen i ebola från Liberia och i juni hade smittan nått huvudstaden Monrovia. I maj 2014 rapporterades konstaterades fall av ebola även från Sierra Leone och i juli konstaterades det första fallet i huvudstaden Freetown. I juni 2014 hade smittan spridits så mycket att den var "utom all kontroll" enligt Läkare utan gränser. Den 8 augusti 2014 klassade WHO ebolautbrottet i Västafrika som ett internationellt hot mot människors hälsa. Siffror från den 4 augusti 2014 visade då på 1 711 smittade (inräknat konfirmerade, troliga och misstänkta fall) och 932 dödsfall.
Den 20 juli 2014 bekräftades ett första fall av ebola i Lagos i Nigeria. Det rörde sig om en man från Liberia som smittats i Liberia och som flög in till Lagos där han insjuknade och några dagar senare dog på sjukhus. Ytterligare 19 personer blev smittade och av dessa dog 7. Av de totalt 20 människorna i Nigeria som insjuknande dog 8 personer. Den 20 oktober deklarerades Nigeria vara fritt från ebola.
Den 29 augusti 2014 bekräftades ett fall av ebola i Senegal, det första och enda i landet Det rörde sig om en ung man som kom till Senegal från Guinea, där han smittades. Mannen tillfrisknade efter vård och WHO deklarerade den 17 oktober 2014 Senegal som fritt från ebola.
Den 23 oktober 2014 bekräftades ett fall av ebola i Kayes i Mali. Det rörde sig om en tvåårig flicka som dog följande dag. Flickan hade rest till Kayes med buss från Guinea tillsammans med en äldre släkting, sedan hennes mor dött i Guinea, efter att ha uppvisat ebolaliknande symtom. I november 2014 skedde ett ebolautbrott i Malis huvudstad Bamako. Indexfallet var en äldre imam från Guinea som rest från Guinea, där han smittades och började visa symtom, till Bamako, där han den 25 oktober togs in på en privat klinik och dog den 27 oktober. En sjukvårdare och en doktor som behandlat imamen smittades och dog, sjukvårdaren den 11 november och doktorn den 20 november. Den 12 november bekräftade Malis hälsoministerium att sjukvårdaren dött i ebola. En familj i Bamako som imamen varit i kontakt med smittades också, fadern, modern och en son i familjen avled senare inom några dagar, mellan 10 och 14 november. Utbrottet i Bamako hade inget samband med ebolafallet i Kayes, utan fallen hade olika smittvägar. Den 18 januari 2015 deklarerades Mali vara fritt från ebola.
I oktober 2014 smittades ett vårdbiträde i Spanien av ebolavirus efter att ha deltagit i vården av två spanska medborgare, missionärer, som smittades av viruset i Västafrika och flögs tillbaka till Spanien för vård. Detta var det första fallet av smittspridning utanför Västafrika och Spanien bekräftade fallet den 6 oktober. Båda missionärerna dog men vårdbiträdet tillfrisknade efter vård och inga fler fall av ebola i Spanien rapporterades. Den 2 december 2014 deklarerades Spanien vara fritt från ebola.
Den 8 oktober 2014 avled en man från Liberia i USA när han vårdades på ett sjukhus i Dallas och ett test bekräftade att det rörde sig om ebola. Mannen smittades i Liberia men utvecklade inte sjukdomssymptom förrän några dagar efter sin ankomst till USA. Två sjuksköterskor som vårdade mannen smittades och detta blev det andra och tredje fallet av smittspridning utanför Västafrika. Båda kvinnorna tillfrisknade efter vård. Den 23 oktober insjuknade en läkare från New York som varit i Guinea och behandlat ebolapatienter och ett test bekräftade ebola. Han tillfrisknade efter vård och lämnade sjukhuset den 11 november. Sju fall av medicinsk evakuering skedde till USA i samband med ebolautbrottet i Västafrika. Av dessa tillfrisknade alla, utom en kirurg från Sierra Leone som också hade amerikansk medborgarskap, som insjuknade i Sierra Leone i november 2017 och flögs till USA för att få behandling på ett sjukhus i Nebraska, där han dock en kort tid senare trots behandling avled.
Den 29 december 2014 bekräftades att en kvinnlig sjukvårdare från Glasgow som återvänt till Storbritannien den 28 december från Sierra Leone insjuknat och diagnosticerats med ebola. Kvinnan smittades i Sierra Leone men insjuknade först efter hemkomsten. Hon vårdades på sjukhus i London och förklarades fri från virus den 24 januari 2015. Den 10 mars 2015 deklarerades Storbritannien vara fritt från ebola.
Den 12 maj 2015 bekräftades att en italiensk sjukvårdare från Sardinien som hade arbetat i Sierra Leone, hade diagnosticerats med ebola. Sjukvårdaren smittades i Sierra Leone men insjuknade först efter återkomsten till Sardinien. Han tillfrisknade efter vård på ett sjukhus i Rom. Den 20 juli 2015 deklarerades Italien vara fritt från ebola.
I september 2014 skedde en stor ökning av antal nya ebolafall i Västafrika. WHO:s generaldirektör Margaret Chan kommenterade situationen som att antalet fall "ökade snabbare än kapaciteten att hantera dem". Smittspridningen fortsatte i oktober, november och december. Den 31 december 2014 rapporterade WHO att sammantaget 20 171 ebolafall rapporterats från Guinea, Liberia och Sierra Leone, varav 7 890 dödsfall. I januari 2015 började läget stabiliseras, men nya fall rapporterades fortfarande. Efter mars 2015 började antalet nya fall som rapporterades att sjunka och från hösten 2015 rapporterades ytterligare sjunkande och låga siffror för antalet nya fall per vecka. I början av 2016 var utbrottet under kontroll, även om mindre utbrott fortfarande flammade upp. Den 29 mars 2016 deklarerade WHO det internationella hotet mot människors hälsa som över. Den 17 mars 2016 deklarerade WHO att Sierra Leone var fritt från ebola. Den 1 juni samma år deklarerades Guinea och till sist den 9 juni samma år även Liberia vara fritt från ebola. WHO har rapporterat att utbrottet sammanlagt resulterade i minst 28 616 insjuknade och 11 310 döda i de tre hårdast och primärt drabbade länderna, Guinea, Liberia och Sierra Leone. Enligt WHO:S sammanställningar dog i Liberia 4 809 människor i utbrottet, i Sierra Leone 3 956 och i Guinea 2 545 människor. Totalt, sett till hela utbrottet, hade Guinea högst dödlighet i ebola av dessa tre länder med en dödlighet på 67 procent. I Liberia och Sierra Leone var dödligheten i procent lägre, cirka 45 respektive 28 procent, men antal fall av ebolasmitta som rapporterades var fler än i Guinea, och allra flest fall av ebolasmitta rapporterades från Sierra Leone. Ett mörkertal förmodas finnas i form av ej rapporterade fall, både smitta och dödsfall.